# Емец, Владислав Евгеньевич
Владисла́в Евге́ньевич Е́мец (укр. Владислав Євгенійович Ємець; род. 9 сентября 1997, Харьков) — украинский футболист, защитник ковалёвского «Колоса».

## Клубная карьера
Родился в Харькове, воспитанник местного ХГУФК № 1. Футбольную карьеру начал в любительском коллективе «Сила» (Дергачи), за который провел 11 матчей в чемпионате Харьковской области. В 2015 году перешел в луганскую «Зарю». Однако в футболке луганцев играл только за молодежную команду. Зимой 2018 отправился в аренду в «Авангард». Дебютировал в футболке краматорского клуба 26 марта 2018 в проигранном (1:3) выездном поединке 24-го тура Первой лиги чемпионата Украины против черниговской «Десны». Владислав вышел на поле на 82-й минуте, заменив Виталия Собка. Дебютным голом в профессиональном футболе отличился 26 августа 2018 на 13-й минуте победного (6:0) домашнего поединка 6-го тура Первой лиги против ПФК «Сумы». Емец вышел на поле в стартовом составе и отыграл весь матч. В начале января 2019 года краматорский клуб продлил арендное соглашение защитника «Зари». В июле 2019 года снова продлил аренду футболиста.
В январе 2020 года отправился в аренду в «Колос». Дебютировал в футболке ковалевского клуба 23 февраля 2020 в победном (2:1) выездном поединке 19-го тура Премьер-лиги против «Александрии». Владислав вышел на поле в стартовом составе и отыграл весь матч.